# 산타클라리타 다이어트
《산타클라리타 다이어트》(영어: Santa Clarita Diet)는 넷플릭스의 스트리밍 서비스 목적으로 빅터 프레스코가 기획한 미국의 호러 코미디 웹 드라마이며, 드루 베리모어와 티머시 올리펀트가 출연했다. 프레스코가 쇼러너 역을 맡았으며, 베리모어, 올리펀트, 애런 캐플런, 트레이시 캐츠키, 크리스 밀러 엠버 트루스델, 루번 플라이셔 등과 함께 책임 프로듀서였다.
2017년 2월 3일에 첫 공개되었고 10편의 에피소드로 구성되어 있다. 첫 시즌은 출연진과 소재로 비평적 칭찬과 함께 대체적으로 긍정적인 평가를 받았지만, 과하게 잔인한 장면의 숫자에 비판을 받았다. 2017년 3월 29일, 넷플릭스는 2018년 3월 23일에 공개된 두 번째 시즌 확정을 알렸다. 세번째 시즌은 2019년 3월 29일에 공개되었다.

## 출연

### 주연
- 드류 베리모어 - 쉴라 헤먼드, 조엘의 아내 및 애비의 어머니
- 티모시 올리펀트 - 조엘 헤먼드, 쉴라의 남편 및 애비의 아버지
- 리브 휴슨 - 애비 헤먼드, 쉴라와 조엘의 딸
- 스카일러 기슨도 - 에릭 베미스, 헤먼드 집안의 이웃이자, 리사의 아들 및 댄의 양아들